# Fastidio
| Recensione           | Giudizio |
| -------------------- | -------- |
| Rolling Stone Italia |          |

Fastidio è il primo album in studio del rapper italiano Kaos, pubblicato nel 1996.

## Descrizione
Si tratta del primo album pubblicato da Kaos dopo l'esperienza accumulata con i Radical Stuff e come writer.
Tutte le basi sono state realizzate da Neffa (aka Piscopo, per l'occasione), tranne Meglio che scendi (RMX) prodotta da Deda (aka Chico MD) e Solo per un giorno prodotta da DJ Skizo. Per i ritornelli si è deciso di utilizzare campionamenti da altre canzoni di Kaos, Deda, Neffa e DJ Gruff.
Fastidio è stato ristampato su CD nel 2010 e per la prima volta in vinile (in formato doppio LP) nel 2014 dalla Tannen Records.

## Tracce
Testi di Marco Fiorito, eccetto dove indicato, musiche di Giovanni Pellino, eccetto dove indicato.
1. Intro – 1:08
2. Centopercento – 3:56
3. Solo Per Un Giorno – 4:53 (musica: DJ SKizo)
4. Meglio Che Scendi (feat. Neffa) – 4:56 (testo: Fiorito, Pellino)
5. Il Codice – 3:51
6. Knock Out – 0:37
7. Black Hole (feat. DJ Gruff, Sean) – 3:42 (testo: Fiorito, Alessandro Pireddu, Sean Daniel Martin)
8. Domani Sarà Peggio – 5:05
9. Ora Non Ridi Più (feat. Deda, Neffa) – 5:37 (testo: Fiorito, Andrea Visani, Pellino)
10. Per La Vita – 5:52
11. L'Antidoto – 5:16
12. Fastidio (feat. DJ Gruff) – 5:32 (testo: Fiorito, Pireddu)
13. Giabaud Meets Perluscone – 0:43
14. Meglio Che Scendi RMX (feat. Neffa) – 3:55 (testo: Fiorito, Pellino – musica: Deda)
15. Fino Alla Fine – 4:38

## Dissing
In questo album ci sono molte critiche da parte di Kaos ad alcuni rapper che stavano sotto major.
- Meglio che scendi è un dissing ai Sottotono: se tu stai sotto, io sto sopra, tu stai avanti, io sto dietro. Il dissing ai Sottotono però riguarda in prima persona Neffa, che ha collaborato al brano, e che risponde alle provocazione di Tormento nella canzone Di tormento ce n'è uno, contenuta nell'album Sotto effetto stono dei Sottotono.
- Fino alla fine e Ora non ridi più sono due dissing a J-Ax.
- L'antidoto è un dissing a Jovanotti.

## Formazione
- Kaos One – voce, produzione (traccia 1)
- Neffa – produzione (tracce 1-4, 6-13, 15), voce aggiuntiva (traccia 4, 14)
- DJ Skizo – produzione (traccia 5)
- Deda – produzione (traccia 14), voce aggiuntiva (traccia 9)
- DJ Gruff – voce aggiuntiva (traccia 7, 12)
- Sean – voce aggiuntiva (traccia 7)